# Natação no Campeonato Europeu de Esportes Aquáticos de 2016 - 100 m livre masculino
A prova dos 100 metros livre masculino da natação no Campeonato Europeu de Esportes Aquáticos de 2016 ocorreu nos dias 19 e 20 de maio em Londres, no Reino Unido. 

## Calendário
| Fase          | Data       | Hora  |
| ------------- | ---------- | ----- |
| Eliminatórias | 19 de maio | 10:20 |
| Semifinal     | 19 de maio | 18:22 |
| Final         | 20 de maio | 18:47 |

Todos os horários estão no horário local (UTC+0)

## Recordes
Antes desta competição, os recordes eram os seguintes:
| Recorde mundial       | César Cielo   | 46.91 | Roma      | 30 de julho de 2009 |
| Recorde europeu       | Alain Bernard | 47.12 | Roma      | 30 de julho de 2009 |
| Recorde do campeonato | Alain Bernard | 47.50 | Eindhoven | 22 de março de 2008 |

## Medalhistas
| Ouro             | Prata                       | Bronze               |
| Luca Dotto (ITA) | Sebastiaan Verschuren (NED) | Clément Mignon (FRA) |

## Resultados

### Eliminatórias
Esses foram os resultados das eliminatórias. 
| Pos. | Bateria | Raia | Nadador               | Nacionalidade        | Tempo | Notas |
| ---- | ------- | ---- | --------------------- | -------------------- | ----- | ----- |
| 1    | 8       | 4    | Clément Mignon        | França               | 48.40 | Q     |
| 2    | 9       | 3    | Velimir Stjepanović   | Sérvia               | 48.59 | Q     |
| 3    | 8       | 5    | Sebastiaan Verschuren | Países Baixos        | 48.61 | Q     |
| 4    | 8       | 6    | Glenn Surgeloose      | Bélgica              | 48.64 | Q     |
| 5    | 10      | 4    | Luca Dotto            | Itália               | 48.68 | Q     |
| 6    | 9       | 4    | Jérémy Stravius       | França               | 48.82 | Q     |
| 7    | 9       | 5    | Pieter Timmers        | Bélgica              | 48.84 | Q     |
| 8    | 10      | 5    | Andrey Grechin        | Rússia               | 48.86 | Q     |
| 9    | 8       | 8    | Richárd Bohus         | Hungria              | 48.92 | Q     |
| 10   | 9       | 2    | Kristian Golomeev     | Grécia               | 48.94 | Q     |
| 11   | 10      | 3    | Mehdy Metella         | França               | 49.15 |       |
| 12   | 10      | 6    | Simonas Bilis         | Lituânia             | 49.17 | Q     |
| 13   | 10      | 1    | Kacper Majchrzak      | Polónia              | 49.21 | Q     |
| 14   | 10      | 2    | Filippo Magnini       | Itália               | 49.25 | Q     |
| 15   | 7       | 2    | Anže Tavčar           | Eslovênia            | 49.27 | Q     |
| 16   | 8       | 9    | Dieter Dekoninck      | Bélgica              | 49.29 |       |
| 17   | 9       | 0    | Marius Radu           | Roménia              | 49.31 | Q     |
| 18   | 9       | 6    | Duncan Scott          | Reino Unido          | 49.36 | Q     |
| 19   | 8       | 2    | Luca Leonardi         | Itália               | 49.37 |       |
| 20   | 9       | 1    | Markel Alberdi        | Espanha              | 49.42 |       |
| 21   | 7       | 0    | Doğa Çelik            | Turquia              | 49.46 |       |
| 22   | 9       | 8    | Dominik Kozma         | Hungria              | 49.51 |       |
| 22   | 6       | 3    | Tom Kremer            | Israel               | 49.51 |       |
| 24   | 6       | 0    | Matias Koski          | Finlândia            | 49.53 |       |
| 25   | 8       | 1    | Péter Holoda          | Hungria              | 49.59 |       |
| 25   | 6       | 6    | Curtis Coulter        | Irlanda              | 49.59 |       |
| 27   | 7       | 1    | Kemal Arda Gürdal     | Turquia              | 49.73 |       |
| 28   | 7       | 5    | Mindaugas Sadauskas   | Lituânia             | 49.75 |       |
| 29   | 10      | 0    | Isak Eliasson         | Suécia               | 49.77 |       |
| 30   | 8       | 0    | Christos Katrantzis   | Grécia               | 49.78 |       |
| 31   | 7       | 4    | Miguel Ortiz-Cañavate | Espanha              | 49.85 |       |
| 32   | 7       | 9    | Ben Schwietert        | Países Baixos        | 49.86 |       |
| 33   | 10      | 7    | Odyssefs Meladinis    | Grécia               | 49.88 |       |
| 33   | 4       | 2    | Norbert Trandafir     | Roménia              | 49.88 |       |
| 35   | 7       | 3    | Kyle Stolk            | Países Baixos        | 49.89 |       |
| 36   | 9       | 9    | Jonathan Boffa        | Itália               | 49.99 |       |
| 37   | 8       | 3    | Benjamin Proud        | Reino Unido          | 50.02 |       |
| 38   | 9       | 7    | Jasper Aerents        | Bélgica              | 50.04 |       |
| 39   | 10      | 9    | Ari-Pekka Liukkonen   | Finlândia            | 50.05 |       |
| 39   | 10      | 8    | Krisztián Takács      | Hungria              | 50.05 |       |
| 41   | 6       | 1    | Maarten Brzoskowski   | Países Baixos        | 50.09 |       |
| 42   | 5       | 4    | Andrej Barna          | Sérvia               | 50.10 |       |
| 43   | 4       | 3    | Mislav Sever          | Croácia              | 50.15 |       |
| 44   | 3       | 0    | Alin Coste            | Roménia              | 50.20 |       |
| 45   | 5       | 3    | Shane Ryan            | Irlanda              | 50.22 |       |
| 45   | 7       | 6    | David Gamburg         | Israel               | 50.22 |       |
| 47   | 6       | 5    | Bruno Ortiz-Cañavate  | Espanha              | 50.29 |       |
| 48   | 6       | 7    | Alexi Konovalov       | Israel               | 50.30 |       |
| 49   | 6       | 8    | Emre Sakçı            | Turquia              | 50.33 |       |
| 50   | 3       | 5    | Miguel Nascimento     | Portugal             | 50.35 |       |
| 51   | 4       | 4    | Julien Henx           | Luxemburgo           | 50.40 |       |
| 51   | 7       | 8    | Christoffer Carlsen   | Suécia               | 50.40 |       |
| 53   | 3       | 4    | Uroš Nikolić          | Sérvia               | 50.48 |       |
| 53   | 6       | 2    | Oskitz Aguilar        | Espanha              | 50.48 |       |
| 55   | 5       | 0    | Søren Dahl            | Dinamarca            | 50.55 |       |
| 56   | 6       | 9    | Alexandre Haldemann   | Suíça                | 50.56 |       |
| 57   | 4       | 1    | Ivan Levaj            | Croácia              | 50.59 |       |
| 58   | 4       | 6    | Heiko Gigler          | Áustria              | 50.64 |       |
| 59   | 4       | 5    | Povilas Strazdas      | Lituânia             | 50.66 |       |
| 60   | 5       | 1    | Baslakov İskender     | Turquia              | 50.72 |       |
| 61   | 6       | 4    | Daniel Macovei        | Roménia              | 50.75 |       |
| 62   | 5       | 8    | Markus Lie            | Noruega              | 50.77 |       |
| 63   | 5       | 7    | Erik van Dooren       | Suíça                | 50.78 |       |
| 64   | 7       | 7    | Pjotr Degtjarjov      | Estónia              | 50.86 |       |
| 65   | 3       | 2    | Robin Andreasson      | Suécia               | 50.95 |       |
| 66   | 4       | 0    | Daniel Forndal        | Suécia               | 50.96 |       |
| 67   | 3       | 6    | Alexei Sancov         | Moldávia             | 51.03 |       |
| 68   | 3       | 7    | Felix Auböck          | Áustria              | 51.07 |       |
| 69   | 3       | 9    | Kregor Zirk           | Estónia              | 51.11 |       |
| 70   | 4       | 7    | Illya Teslenko        | Ucrânia              | 51.15 |       |
| 71   | 4       | 9    | Raphaël Stacchiotti   | Luxemburgo           | 51.16 |       |
| 72   | 5       | 6    | Jordan Sloan          | Irlanda              | 51.23 |       |
| 73   | 4       | 8    | Aleksi Schmid         | Suíça                | 51.42 |       |
| 74   | 2       | 7    | Gabriel Lopes         | Portugal             | 51.43 |       |
| 75   | 3       | 8    | Andri Aedma           | Estónia              | 51.44 |       |
| 76   | 3       | 3    | Cameron Kurle         | Reino Unido          | 51.50 |       |
| 77   | 3       | 1    | David Brandl          | Áustria              | 51.58 |       |
| 77   | 2       | 3    | Tadas Duškinas        | Lituânia             | 51.58 |       |
| 79   | 5       | 5    | Ziv Kalontarov        | Israel               | 51.68 |       |
| 80   | 2       | 4    | Pit Brandenburger     | Luxemburgo           | 51.72 |       |
| 81   | 2       | 5    | Matthew Zammit        | Malta                | 51.80 |       |
| 82   | 2       | 8    | Omiros Zagkas         | Chipre               | 51.89 |       |
| 83   | 2       | 1    | Vahan Mkhitaryan      | Armênia              | 53.12 |       |
| 84   | 2       | 0    | Davide Bernardi       | San Marino           | 53.41 |       |
| 85   | 1       | 4    | Vladimir Mamikonyan   | Armênia              | 53.76 |       |
| 86   | 1       | 5    | Cristian Santi        | San Marino           | 55.04 |       |
| 87   | 1       | 3    | Gianluca Pasolini     | San Marino           | 55.13 |       |
| 88   | 2       | 6    | Pavel Izbisciuc       | Moldávia             | 55.74 |       |
| 89   | 2       | 2    | Ilijan Malčić         | Bósnia e Herzegovina | DNS   |       |
| 89   | 5       | 2    | Ralf Tribuntsov       | Estónia              | DNS   |       |
| 89   | 5       | 9    | Mario Todorović       | Croácia              | DNS   |       |
| 89   | 8       | 7    | Robert Renwick        | Reino Unido          | DNS   |       |

### Semifinal
Esses foram os resultados das semifinais. 
Semifinal 1
| Pos. | Raia | Nadador             | Nacionalidade | Tempo | Notas |
| ---- | ---- | ------------------- | ------------- | ----- | ----- |
| 1    | 4    | Velimir Stjepanović | Sérvia        | 48.62 | Q     |
| 2    | 5    | Glenn Surgeloose    | Bélgica       | 48.83 | Q     |
| 3    | 3    | Jérémy Stravius     | França        | 48.86 | Q     |
| 4    | 6    | Andrey Grechin      | Rússia        | 48.87 | Q     |
| 5    | 1    | Anže Tavčar         | Eslovênia     | 48.88 |       |
| 6    | 2    | Kristian Golomeev   | Grécia        | 48.92 |       |
| 7    | 7    | Kacper Majchrzak    | Polónia       | 49.11 |       |
| 7    | 8    | Duncan Scott        | Reino Unido   | 49.11 |       |

Semifinal 2
| Pos. | Raia | Nadador               | Nacionalidade | Tempo | Notas |
| ---- | ---- | --------------------- | ------------- | ----- | ----- |
| 1    | 3    | Luca Dotto            | Itália        | 48.36 | Q     |
| 2    | 4    | Clément Mignon        | França        | 48.59 | Q     |
| 3    | 5    | Sebastiaan Verschuren | Países Baixos | 48.65 | Q     |
| 4    | 6    | Pieter Timmers        | Bélgica       | 48.76 | Q     |
| 5    | 7    | Simonas Bilis         | Lituânia      | 48.89 |       |
| 6    | 2    | Richárd Bohus         | Hungria       | 48.99 |       |
| 7    | 8    | Marius Radu           | Roménia       | 49.11 |       |
| 8    | 1    | Filippo Magnini       | Itália        | 49.18 |       |

### Final
Esse foi o resultado da final. 
| Pos.              | Raia | Nadador               | Nacionalidade | Tempo | Notas |
| ----------------- | ---- | --------------------- | ------------- | ----- | ----- |
| Medalha de ouro   | 4    | Luca Dotto            | Itália        | 48.25 |       |
| Medalha de prata  | 6    | Sebastiaan Verschuren | Países Baixos | 48.32 |       |
| Medalha de bronze | 5    | Clément Mignon        | França        | 48.36 |       |
| 4                 | 1    | Jérémy Stravius       | França        | 48.53 |       |
| 5                 | 2    | Pieter Timmers        | Bélgica       | 48.64 |       |
| 6                 | 3    | Velimir Stjepanović   | Sérvia        | 48.72 |       |
| 7                 | 7    | Glenn Surgeloose      | Bélgica       | 48.75 |       |
| 8                 | 8    | Andrey Grechin        | Rússia        | 48.85 |       |

Legenda
| Recorde mundial       | Recorde mundial (World record)               |                       | Recorde africano                      | Recorde africano (African) |                                           | Q | Classificado por posição (Qualified) |
| Recorde do campeonato | Recorde do campeonato (Championship record)  | Recorde da América    | Recorde da América (Americas)         | q                          | Classificado por melhor tempo (Qualified) |   |                                      |
| Melhor marca do ano   | Melhor marca do ano (World leading)          | Recorde asiático      | Recorde asiático (Asian)              | DNS                        | Não largou (Did not start)                |   |                                      |
| Recorde nacional      | Recorde nacional (National record)           | Recorde europeu       | Recorde europeu (European)            | DNF                        | Não terminou (Did not finish)             |   |                                      |
| Recorde pessoal       | Recorde pessoal do atleta (Personal best)    | Recorde da Oceania    | Recorde da Oceania (Oceania)          | DSQ / DQ                   | Desclassificado (Disqualified)            |   |                                      |
| Recorde da temporada  | Recorde da temporada do atleta (Season best) | Recorde sul-americano | Recorde sul-americano (South America) | NM                         | Sem marca (No mark)                       |   |                                      |